# Red Scorpion 2
Red Scorpion 2 es una película de acción canadiense dirigida por Michael Kennedy y protagonizada por Matt McColm, John Savage y Michael Ironside.
Cabe destacar, que, aunque formalmente esta cinta de acción de bajo presupuesto se presente como una secuela de otra película que fue protagonizada cinco años antes por Dolph Lundgren, es también cierto que ni el equipo técnico y artístico, ni el argumento y personajes de ambas películas tienen nada en común.

## Argumento
Un grupo paramilitar de ultraderecha causa preocupación en los Estados Unidos. Por ello un grupo de soldados de elite del ejército estadounidense reciben el encargo de infiltrarlo para saber que están tramando. Pronto ellos descubrirán que esta organización de ultraderecha está planeando una serie de acciones violentas a escala nacional.

## Reparto
| Actor            | Papel                    |
| ---------------- | ------------------------ |
| Matt McColm      | Nick Stone               |
| John Savage      | Andrew Kendrick          |
| Jennifer Rubin   | Sam Guiness              |
| Paul Ben-Victor  | Vince D'Angelo           |
| Michael Covert   | Billy Ryan               |
| Réal Andrews     | Winston 'Mad Dog' Powell |
| Duncan Fraser    | Sr. Benjamin             |
| Michael Ironside | Coronel Michael West     |

## Producción
Al principio se pensó en reclutar a Marc Singer para interpretar en la película el papel de Andrew Kendrick, pero, como no fue posible, se decidió al final dar el papel a John Savage.

## Recepción
Hoy en día la película ha sido valorada en portales cinematográficos. En IMDb, con 499 votos registrados, el filme obtiene una media ponderada de 3,5 sobre 10. En cuanto a Rotten Tomatoes, los menos de 50 votos registrados le dieron allí una valoración media de 2,7 de 5.